# Івасте
І́васте (ест. Ivaste küla) — село в Естонії, у волості Камб'я повіту Тартумаа.

## Населення
Чисельність населення на 31 грудня 2011 року становила 51 особу.